# Королівська гвардія Швеції
Королівська гвардія Швеції (швед. Högvakten) — військовий підрозділ Швеції, почесна варта глави держави, короля Швеції.

## Історія
Королівська гвардія веде свою історію з початку XVI століття. Цей підрозділ постійно несе охорону королівського палацу в Стокгольмі, з 1523 року. Раніше в її склад входила бригада палацової гвардії і шведська лейбгвардія.

## Структура
Нині у складі гвардії зберігся тільки полк лейбгвардії. Штаб-квартира розташовується в м. Стокгольмі. До складу полку входять піхотні підрозділи, кавалерійський ескадрон та сили забезпечення. Офіційно входить до складу армії Королівства Швеції. Полк формується з військовослужбовців інших підрозділів армії на контрактній основі, а іноді й інших загонів національних сил (наприклад, ополчення).

## Служба
Гвардія зазвичай ділиться на дві частини: більша частина здійснює охорону палацу в Стокгольмі, менша — палацу Дроттнінгхольм. Від квітня до місяця серпня у церемонії зміни варти беруть участь кавалеристи. Зміна варти проходить щодня опівдні (у вихідні дні та свята ще й увечері). Ці події привертають велику кількість туристів.

## Галерея

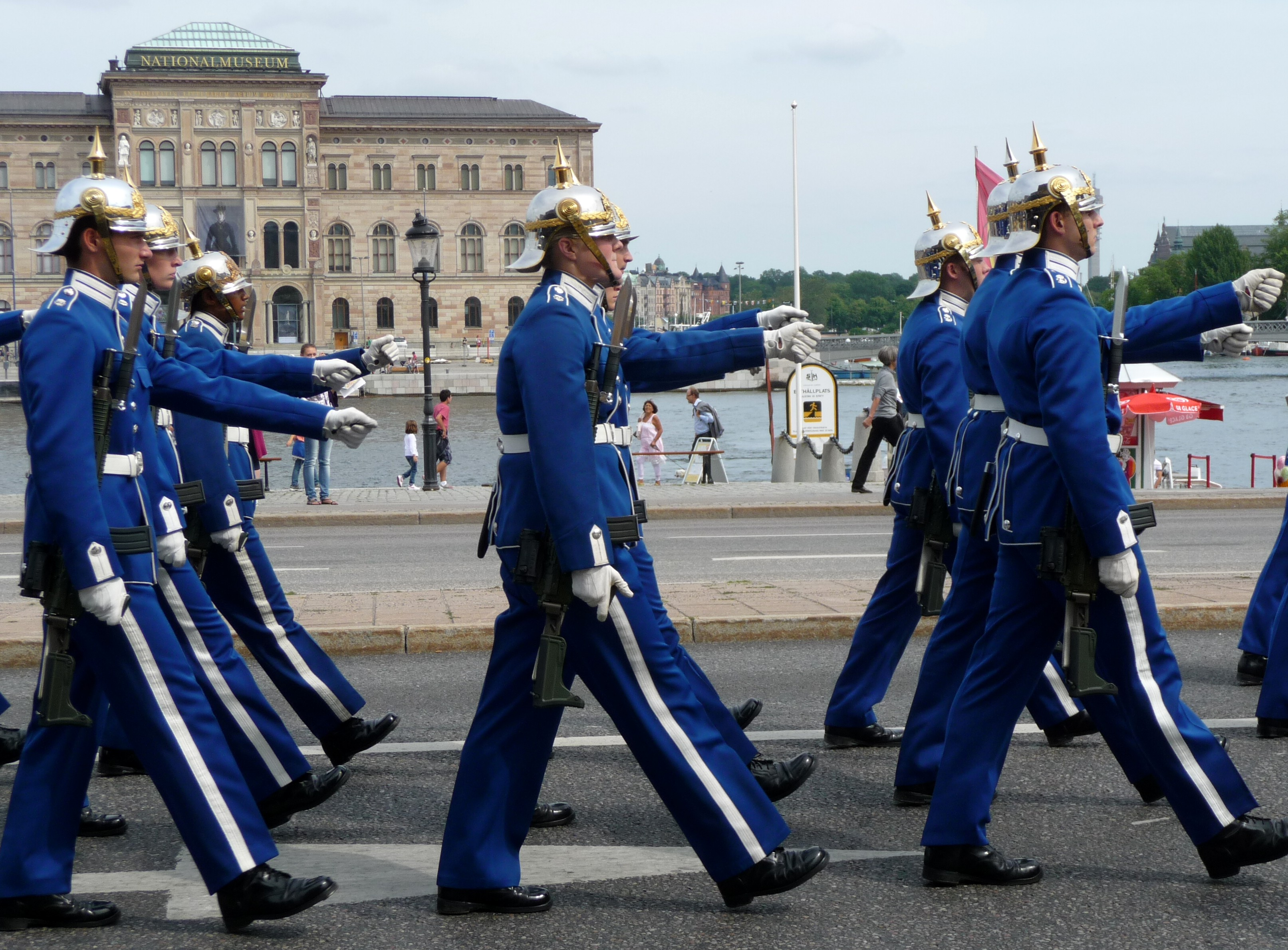
Гвардійці у літній уніформі, 2012 р.
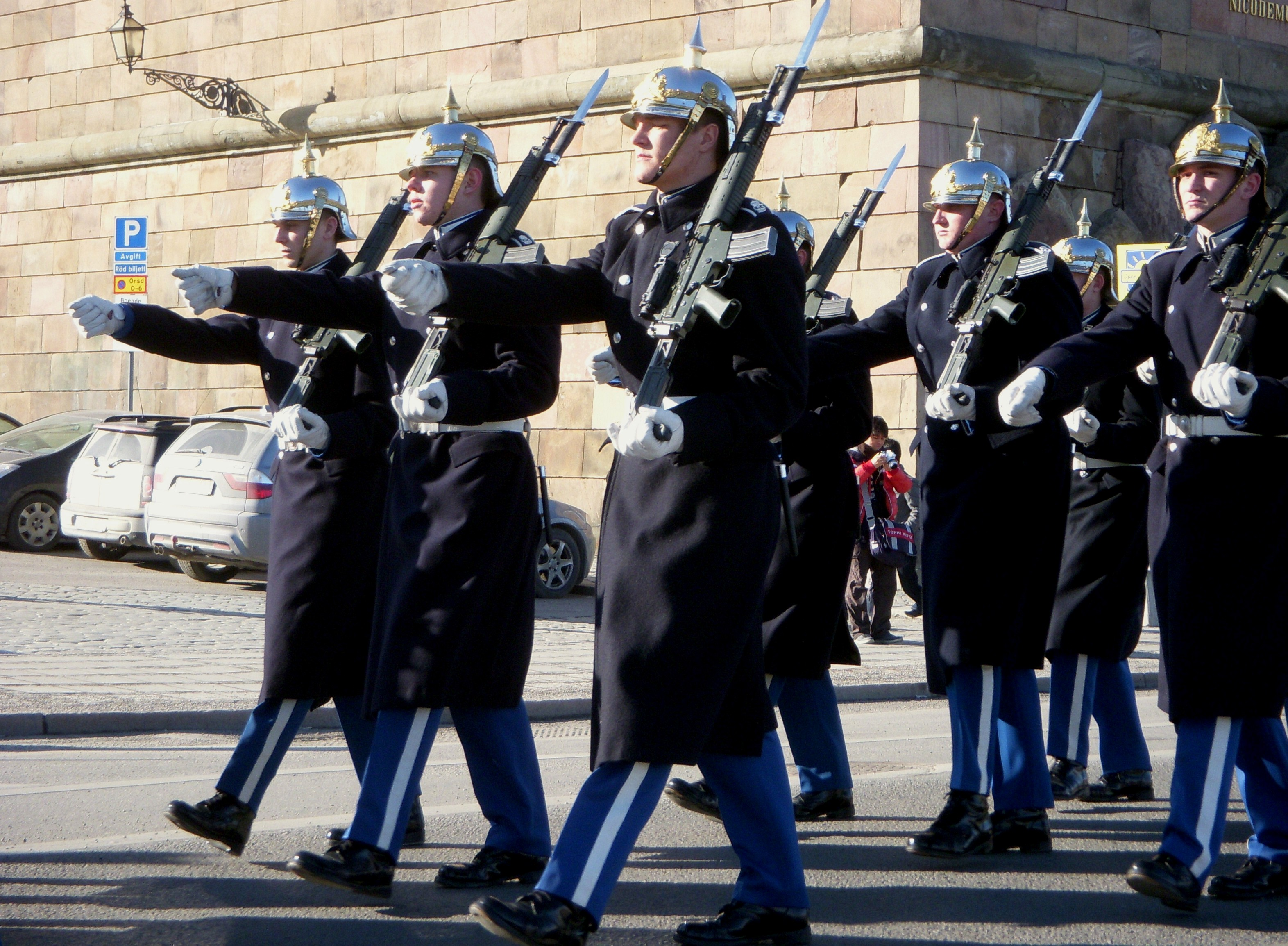
Гвардійці в зимовій формі, 2012 р.
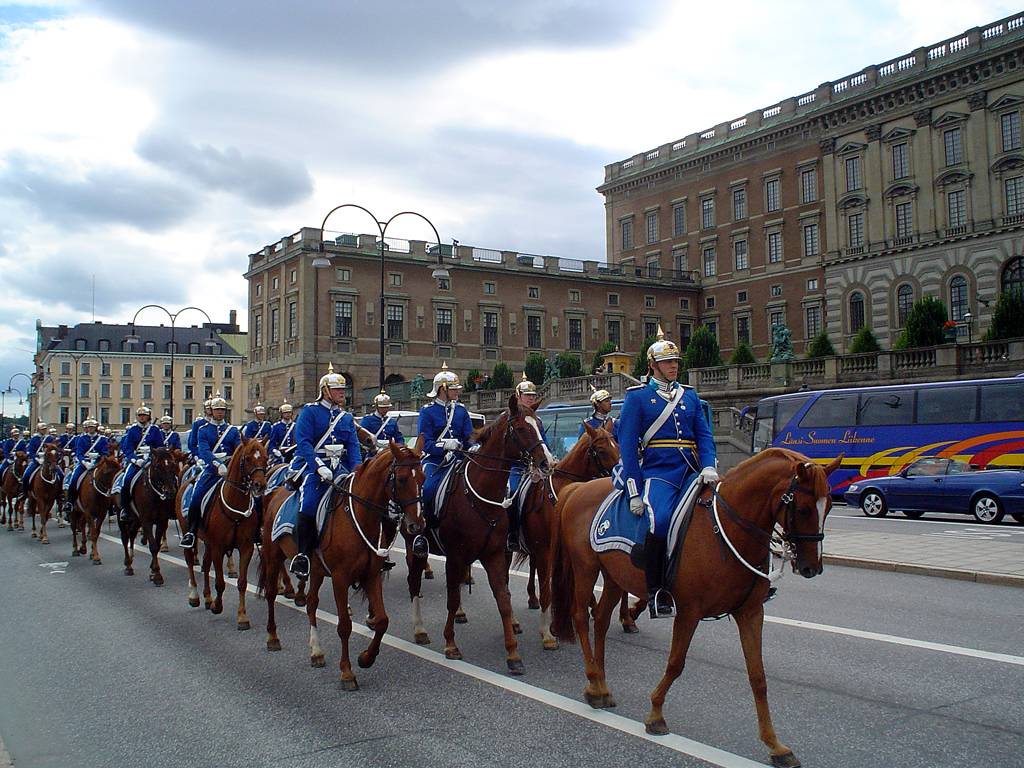
Кавалеристи в королівському палаці Стокгольму
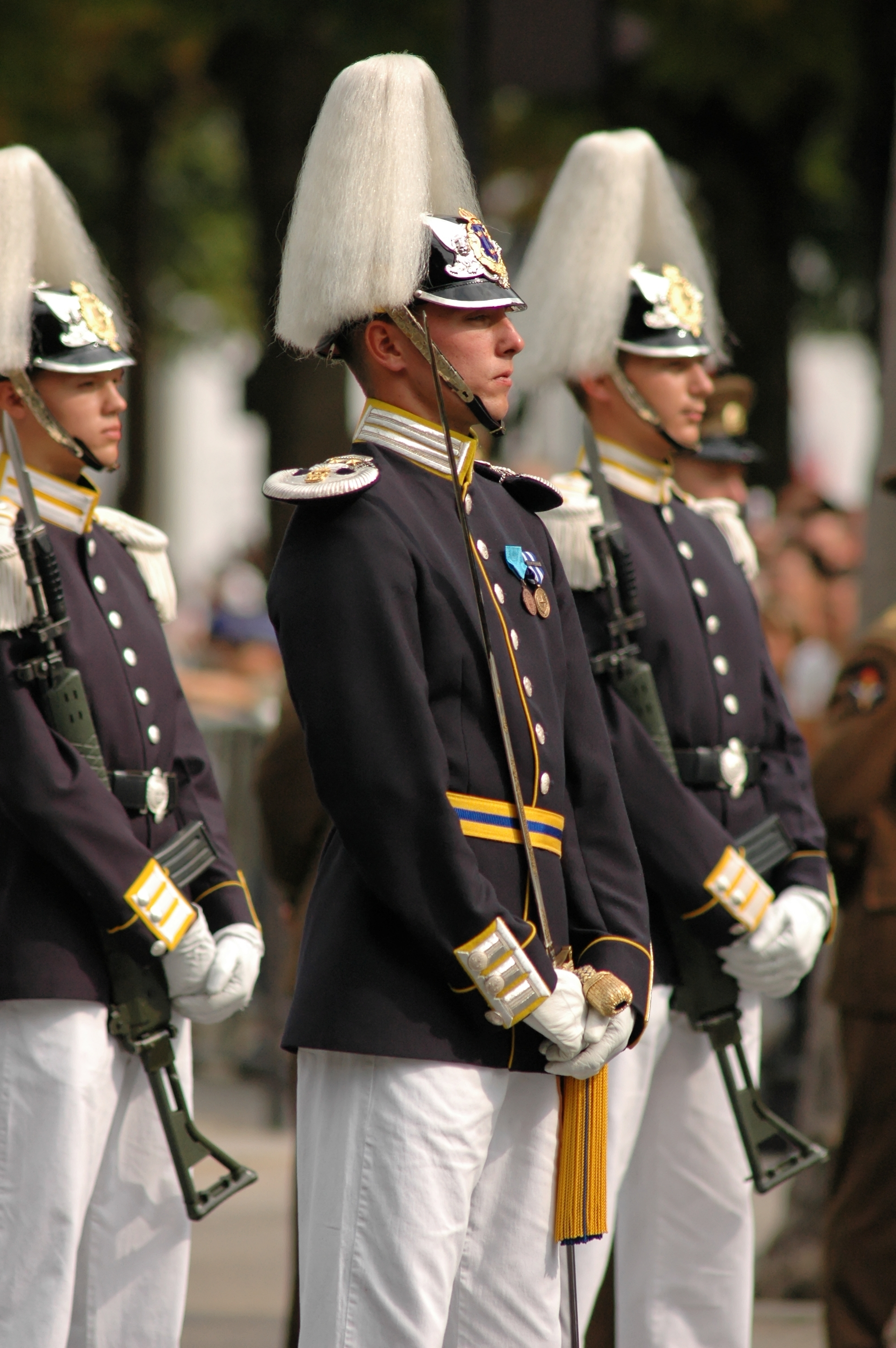
Королівські гвардійці в Бастилії (2007 р.)
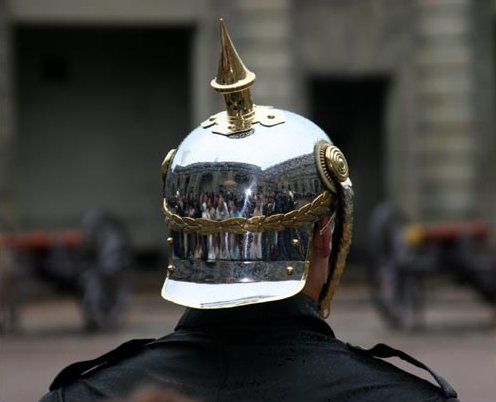
Шолом гвардійців
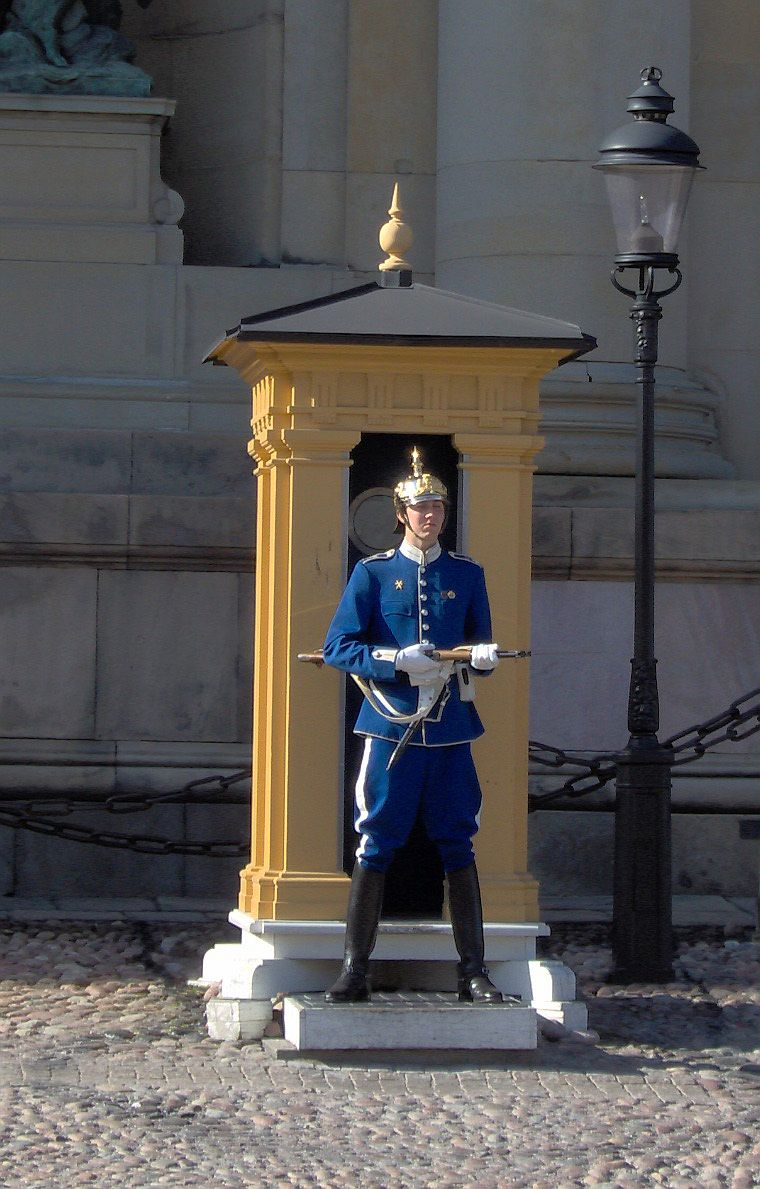
Гвардієць (вартовий)